# Amaryllis paradisicola
Amaryllis paradisicola Snijman, 1998 è una pianta bulbosa della famiglia delle Amaryllidaceae, endemica del Sudafrica.

## Descrizione
La pianta ha le foglie lanceolate e verdi; l'infiorescenza è composta da 10-21 fiori, inizialmente di colore rosa porpora, più scuri nel tempo.

## Distribuzione e habitat
La specie è nota da due subpopolazioni, la più grande delle quali comprende meno di 1000 esemplari, che crescono sulle rupi di quarzite ombreggiate del Parco nazionale Richtersveld, vicino alla città di Vioolsdrif, nella provincia sudafricana del Capo Settentrionale. L'ambiente in cui si trova la pianta è molto più secco e più fresco di quello goduto da Amaryllis belladonna nel Capo Occidentale.

## Conservazione
La Lista rossa IUCN classifica Amaryllis paradisicola come specie vulnerabile.
A causa della ristrettezza del suo areale e della esiguità delle popolazioni note, la specie è particolarmente soggetta alla pressione delle popolazioni di babbuini presenti nell'area.
La specie è anche soggetta a raccolta per usi medici, ma il reale impatto di tale attività non è noto.